# Somalie aux Jeux olympiques d'été de 2012
La Somalie participe aux Jeux olympiques d'été de 2012 à Londres au Royaume-Uni du 27 juillet au 12 août 2012. Il s'agit de sa 8e participation à des Jeux d'été. Le pays a qualifié 2 athlètes : 1 homme et 1 femme. 

## Athlétisme

### Hommes
| Athlète         | Compétition    | Tour 1                                       | Demi-finales | Finale   |
| Athlète         | Compétition    | Résultat                                     | Résultat     | Résultat |
| --------------- | -------------- | -------------------------------------------- | ------------ | -------- |
| Mohamed Mohamed | Hommes 1 500 m | 38e - 3 min 46 s 16 23,877 km/h Non qualifié |              |          |

### Femmes
| Athlète              | Compétition  | Tour 1                                        | Demi-finales | Finale   |
| Athlète              | Compétition  | Résultat                                      | Résultat     | Résultat |
| -------------------- | ------------ | --------------------------------------------- | ------------ | -------- |
| Zamzam Mohamed Farah | Femmes 400 m | 45e - 1 min 20 s 48 17,893 km/h Non qualifiée |              |          |

## Menaces
Alors qu'ils sont encore à Londres, les deux athlètes reçoivent des menaces de mort sur facebook, leurs téléphones personnels. Le groupe islamiste Harakat al-Chabab al-Moudjahidin, affilié à Al-Quaeda, contrôle toujours de vastes régions rurales et centrales du pays et s'oppose à différentes pratiques qu'il juge occidentales, dont le sport. Bien que Zamzam Mohamed Farah ait couru vêtue de son hidjab et couverte des pieds à la tête, tout en respectant le jeune du mois de ramadan, elle est accusée de s'être trop "exposée". Dans un premier temps, tous les deux décident néanmoins de retourner à Mogadiscio.
Cependant, face à l'ampleur des menaces reçues, Zamzam Mohamed Farah se résout à rester à Londres, où elle vit pendant un temps dans la rue. 